# Epizeuxis brunnealis
Epizeuxis brunnealis är en fjärilsart som beskrevs av Arnold Pagenstecher 1888. Epizeuxis brunnealis ingår i släktet Epizeuxis och familjen nattflyn. Inga underarter finns listade i Catalogue of Life.